# Lunzig
Lunzig is een ortsteil van de Duitse gemeente Langenwetzendorf in Thüringen. Tot 31 december 2013 was Lunzig een zelfstandige gemeente in de Landkreis Greiz. Tot de gemeente behoorde ook het ortsteil Kauern.